# سی‌اس‌بی‌اس
سی‌اس‌بی‌اس (انگلیسی: CSBC) شرکت دولتی کشتی‌سازی تایوانی است، که در سال ۱۹۳۷ تأسیس شد.